# Ebenezer (Geórgia)
Ebenezer, também conhecida como New Ebenezer (Nova Ebenezer), é uma cidade-fantasma no Condado de Effingham, Geórgia, Estados Unidos, localizada às margens do riacho Ebenezer. Ela foi listada no Registro Nacional de Lugares Históricos (National Register of Historic Places) dos Estados Unidos como Ebenezer Townsite and Jerusalem Lutheran Church (Área de Ebenezer e Igreja Luterana de Jerusalém) em 1974.
Ela foi estabelecida em 1734 por 150 protestantes de Salzburgo que haviam sido expulsos do Arcebispado de Salzburgo, na atual Áustria, por um edito. 